# Haumania danckelmaniana
Haumania danckelmaniana är en strimbladsväxtart som först beskrevs av Josias Braun-Blanquet och Karl Moritz Schumann, och fick sitt nu gällande namn av Milne-redh. Haumania danckelmaniana ingår i släktet Haumania och familjen strimbladsväxter. Inga underarter finns listade.